# دینگ شئودانگ
دینگ شئودانگ (انگلیسی: Ding Xuedong؛ زادهٔ ۱۹۶۰) اقتصاددان، سیاستمدار و مدیر اجرایی چینی است، که هم‌اکنون به‌عنوان مدیرعامل و رئیس هیئت مدیره شرکت سرمایه‌گذاری چین فعالیت می‌کند. این شرکت صندوق ذخیره ارزی چین محسوب می‌شود، که مدیریت بیش از ۴۰٪ از ذخایر ارزی دولت چین را برعهده دارد.